# Burning Bright (filme)
Burning Bright (Brasil: Nas Garras do Tigre / Portugal: Brilho Ardente) é um filme estado-unidense dos géneros suspense e terror, dirigido por Carlos Brooks e estrelado por Briana Evigan, Garret Dillahunt, Meat Loaf, e Charlie Tahan. O filme foi distribuído por Lionsgate.

## História
Kelly (Briana Evigan) sente que sua vida está se desmanchando. A morte de sua mãe a deixou como guardiã de Tom, Charlie Tahan, seu irmão autista de 12 anos de idade, e acaba de descobrir que seu padrasto Garret Dillahunt furtou o dinheiro reservado para seu colégio e comprou um tigre para o seu parque safari. Para piorar, um furacão está indo na direção da sua casa. Mas Kelly tem algo mais a temer que os ventos de 120 quilômetros por hora do furacão: o tigre selvagem, de alguma forma caiu dentro de sua casa. Agora, presos dentro de sua casa, Tom e Kelly devem lutar por suas vidas contra um terrível devorador de homens que sente o cheiro do medo... e quer a sua carne.

## Elenco
- Briana Evigan - Kelly Taylor
- Charlie Tahan - Tom Taylor
- Garret Dillahunt - Johnny Gavenue
- Meat Loaf - Howie